# Åggelby järnvägsstation

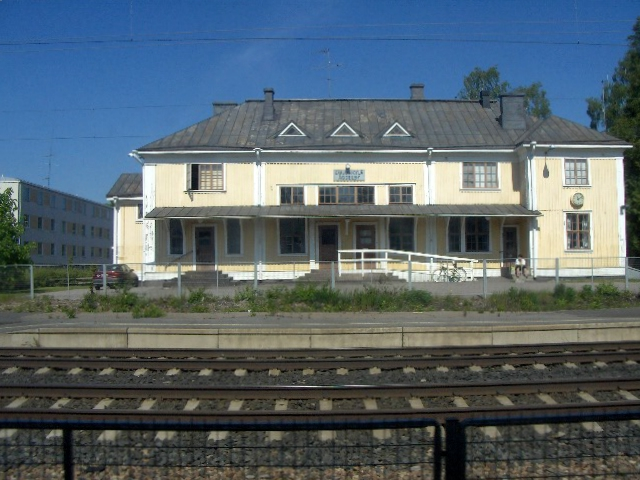
Åggelby järnvägsstation i Helsingfors

Åggelby järnvägsstation (Olk, finska Oulunkylän rautatieasema) är en järnvägsstation i Helsingfors i stadsdelen Åggelby. Den ligger på Kervo stadsbana mellan stationerna Kottby och Bocksbacka. Avståndet från Helsingfors järnvägsstation är cirka 7 kilometer. Vid stationen stannar närtrafikens tåg I (Helsingfors-Dickursby), K, N (Helsingfors-Kervo) och T (Helsingfors-Riihimäki).